# Urs Rechn

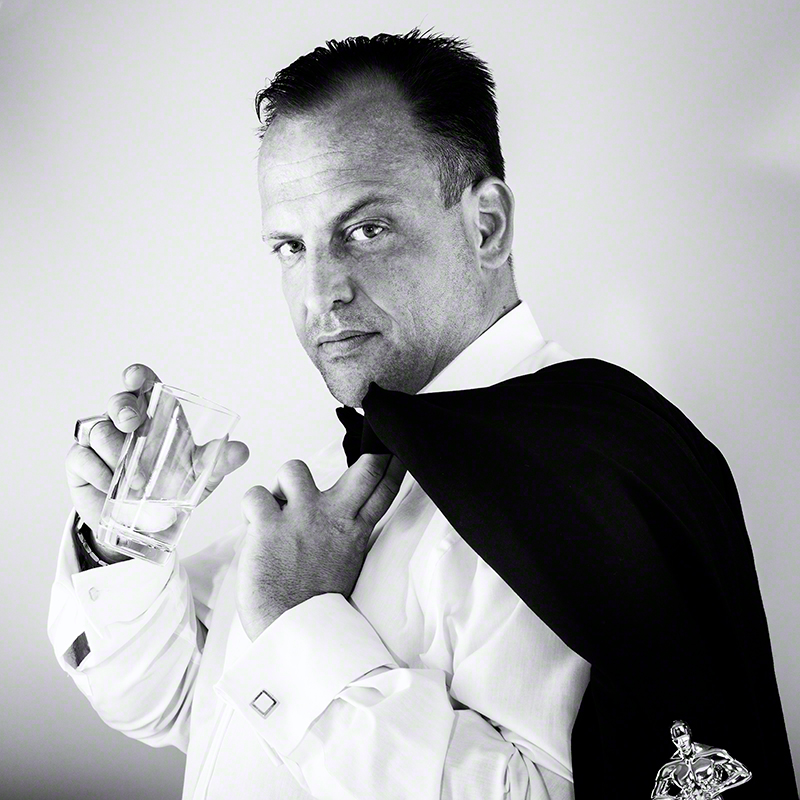
Urs Rechn (2016)

Urs Rechn (* 18. Januar 1978 in Halle (Saale)) ist ein deutscher Theater- und Film-Schauspieler, Sprecher und Regisseur.

## Leben
Urs Rechn, der Sohn des Malers Günther Rechn, war schon während seiner Schulzeit in kleineren Rollen am Staatstheater Cottbus zu sehen. Nach dem Abitur am Heinrich-Heine-Gymnasium Cottbus studierte er von 2001 bis 2005 Schauspiel an der Hochschule für Musik und Theater „Felix Mendelssohn Bartholdy“ Leipzig. Bereits damals stand er am Staatsschauspiel Dresden auf der Bühne. In seiner Diplomarbeit setzte er sich mit dem Einfluss von Beckett und Brecht auf seine Arbeit als Schauspieler auseinander. Direkt im Anschluss an sein Diplom trat er mit Beginn der Spielzeit 2005/06 ein Engagement am Landestheater Tübingen an. In der Saison 2005–2007 spielte er unter anderem den Jason in Mamma Medea von Tom Lanoye, den Orest in Iphigenie auf Tauris und den Yang Sun in Der gute Mensch von Sezuan.
Von 2008 bis 2013 war Rechn an den Städtischen Bühnen Chemnitz unter Vertrag. Hier spielte er unter anderem die Rolle des Stanley Kowalski in Endstation Sehnsucht unter der Regie von Enrico Lübbe, wobei die Kritik insbesondere die „Aggression...von elementarer Plötzlichkeit“ und das „machohaft Dominante“ seines Spiels lobte und ihn in die Nähe von Marlon Brandos legendärer Darstellung in dem gleichnamigen Film von 1951 rückte. 2009 inszenierte er ebenfalls am Schauspielhaus Chemnitz gemeinsam mit Mario Grünewald Ein Bericht für eine Akademie von Franz Kafka, worin er zugleich das Solo des Rotpeter spielte. Im Oktober 2011 hatte Rechn mit seiner Darstellung des Peachum in Brechts Dreigroschenoper großen Erfolg am Schauspielhaus Chemnitz.
Neben seiner Theaterkarriere ist Rechn seit 1997 auch als Schauspieler in Film und Fernsehen gefragt. Er spielte in vielen deutschen Fernsehserien, so Polizeiruf 110, Tatort, GSG 9 – Ihr Einsatz ist ihr Leben und Die Kommissarin. Im Film ist er in zahlreichen Haupt- und Nebenrollen in deutschen und internationalen Produktionen zu sehen, unter anderem in Hunger auf Leben (2004), Das wilde Leben (2007) und Wir waren Könige (2014).
Auf den Internationalen Filmfestspielen von Cannes 2015 lief Saul fia von László Nemes im Wettbewerb. In der ungarischen Produktion, die die Rolle der Angehörigen eines Sonderkommandos im Vernichtungslager Auschwitz-Birkenau neu thematisiert, spielt Rechn die Rolle des jüdischen Oberkapos Biedermann. Saul fia gewann 2016 den Oscar als bester fremdsprachiger Film. Dem Film wurde außerdem von der internationalen Jury von Cannes die zweithöchste Auszeichnung des Festivals verliehen, der Grand Prix.
Von September 2017 bis Juli 2018 präsentierte er die rbb-Fernsehreihe „Erlebnis Geschichte“. Urs Rechn arbeitet auch als Sprecher in Rundfunk und Hörspiel.

## Filmografie

### Episodenhauptrollen im TV (Auswahl)
- 1999: Die Strandclique (Folge 1x07, Regie: Wolfgang Münstermann)
- 2000: Powderpark (Folge 1x11, Regie: Christian Stier)
- 2001–2002: Klinikum Berlin Mitte – Leben in Bereitschaft (3 Folgen)
- 2002: Unser Charly (Folge 7x04, Regie: Franz Josef Gottlieb)
- 2003: Der Ermittler (Folge 3x02, Regie: Michael Mackenroth)
- 2003: Die Kommissarin (Folge 5x05, Regie: Rolf Liccini)
- 2007: GSG 9 – Ihr Einsatz ist ihr Leben (Folge 2x05, Regie: Florian Kern)
- 2016: X Company „Black Flag“, Zweite Staffel, Regie: Kelly Makin
- 2017: Kommissarin Heller: Verdeckte Spuren
- 2018: Dogs of Berlin
- 2021: SOKO Leipzig (Folge 22x12, Regie: Sven Fehrensen)

### Weitere Rollen im TV (Auswahl)
- 2004: Hunger auf Leben (Regie: Markus Imboden)
- 2005: Tatort: Freischwimmer (Regie: Helmut Metzger)
- 2018: Outlander (Folge 4x05, Regie: Denise Di Novi)
- 2019: Polizeiruf 110: Mörderische Dorfgemeinschaft
- 2020: Blutige Anfänger (Folge1x06, Regie: Oliver Liliensiek)
- 2020: Sløborn (Fernsehserie, 8 Folgen)
- 2020: Barbaren (Fernsehserie)
- 2021: Die Heimsuchung (Fernsehfilm)
- 2022: Der Usedom-Krimi: Am Ende einer Reise (Fernsehreihe)
- 2024: Tatort: Zerrissen

### Kino (Auswahl)
- 1999: Bis zum Horizont und weiter (Regie: Peter Kahane)
- 2006: Das wilde Leben (Regie: Achim Bornhak)
- 2013: Lauf Junge lauf (Regie: Pepe Danquart)
- 2014: Wir waren Könige (Regie: Philipp Leinemann)
- 2015: Saul fia (Regie: László Nemes)
- 2021: Catweazle (Regie: Sven Unterwaldt)

## Theaterrollen (Auswahl)

### Spielzeit 2003–05: Studio der H.f.M.&T. „F.M.Bartholdy“ & Staatsschauspiel Dresden
- Mann ist Mann (Galy Gay) Bertolt Brecht, Regie: Küf Kaufmann
- Der zerbrochne Krug (Adam) Heinrich von Kleist, Regie: Rudolf Donath
- Die Möwe (Treblew) Anton Tschechow, Regie: Tom Quaas
- Der Kaufmann von Venedig (Antonio) William Shakespeare, Regie: Holk Freitag
- Caligula (Caligula) Albert Camus, Regie: Rudolf Donath
- Draußen vor der Tür (Beckmann) Wolfgang Borchert, Regie: Mario Grünewald
- Der Untergang des Egoisten Johannes Fatzer (Koch) Bertolt Brecht/Heiner Müller, Regie: Tim Grobe
- Julius Caesar (Marcus Antonius) William Shakespeare, Regie: Rainer Flath

### Spielzeit 2005–07: Landestheater Tübingen
- Mamma Medea (Jason) von Tom Lanoye, Regie: Simone Sterr
- Der gute Mensch von Sezuan (Yang Ssun) von Bertolt Brecht, Regie: Ralf Siebelt
- Ein Bericht für eine Akademie von Franz Kafka, Regie: Urs Rechn
- The prisoners dilemma von David Edgar, Regie: Clemens Bechtel
- Iphigenie auf Tauris (Orest) von Johann Wolfgang von Goethe, Regie: Alexander Nerlich
- Unschuld (Elisio) von Dea Loher, Regie: Tomas Krupa

### Spielzeit 2008–13: Städtisches Theater Chemnitz
- Endstation Sehnsucht (Stanley Kowalski), Tennessee Williams, Regie: Enrico Lübbe
- Ein Bericht für eine Akademie (Rotpeter), Franz Kafka, Regie: Mario Grünewald, Urs Rechn
- Die Schneekönigin (Märchenerzähler / Rabe / Räuber), Hans Christian Andersen/Jewgeni Schwarz
- Amphitryon (Amphitryon), Heinrich von Kleist, Regie: Kay Neumann
- Die Dreigroschenoper (Peachum), Bertolt Brecht, Regie: Philip Tiedemann

## Tätigkeit als Sprecher
- Phaeton. Hörspiel, SWR2, 2009
- Der Mann aus Apulien. Hörspiel, Penguin Books, 2012
- Mein Onkel Lubo. Dokumentarfilm, Regie: Nikola Boshnakov / Ray van Zeschau 2023

## Corps
Eher zufällig war er 2007 Gast auf einer Kneipe des Corps Guestphalia Berlin. „Keiner kann singen, aber es klingt schön.“ Nach einigen Bierjungen stellte er den Aufnahmeantrag. Als Fuchs focht er in den ersten sechs Wochen die ersten zwei von vier Mensuren. 2021 gab er Carsten Beck vom Corps Magazin ein Interview.